# Diphucephala prasina
Diphucephala prasina är en skalbaggsart som beskrevs av Macleay 1886. Diphucephala prasina ingår i släktet Diphucephala och familjen Melolonthidae. Inga underarter finns listade i Catalogue of Life.